# Montbrehain
Montbrehain ist eine französische Gemeinde mit 813 Einwohnern (Stand: 1. Januar 2022) im Département Aisne in der Region Hauts-de-France (vor 2016 Picardie). Sie gehört zum Arrondissement Saint-Quentin, zum Kanton Bohain-en-Vermandois und zum Gemeindeverband Pays du Vermandois.

## Geografie
Die Gemeinde Montbrehain liegt . Nachbargemeinden von Montbrehain sind Beaurevoir im Norden, Brancourt-le-Grand im Nordosten, Fresnoy-le-Grand im Osten, Croix-Fonsomme im Südosten, Fontaine-Uterte im Süden, Sequehart im Südwesten sowie Ramicourt im Westen. Mit vier Windkraftanlagen im Norden und Osten hat Montbrehain Anteile an zwei interkommunalen Windparks.

## Geschichte
Während des Ersten Weltkriegs war der Ort vom 28. August 1914 bis zum Oktober 1918 von deutschen Truppen besetzt. In dieser Zeit lag Montbrehain von der unmittelbaren Frontlinie entfernt und diente als Stützpunkt für die deutsche Armee.
Im September 1918 starteten die Alliierten an der Front von Péronne eine Offensive gegen die Deutschen. Nach dem Zusammenbruch der Hindenburglinie gelang der 6. Brigade der Australian Imperial Forces am 5. Oktober 1918 die Einnahme von Montbrehain. Während der Kämpfe wurden sechs Zivilisten, die sich nicht evakuieren ließen, in ihren Häusern getötet. Am 6. Oktober 1918 verlegte die 30. US-amerikanische Division ihr Hauptquartier nach Montbrehain.
Angesichts der Leiden der Bevölkerung in den vier Jahren der Besatzung und der schweren Beschädigungen der Gebäude wurde der Ort am 17. Oktober 1920 mit dem Croix de Guerre 1914–1918 ausgezeichnet.

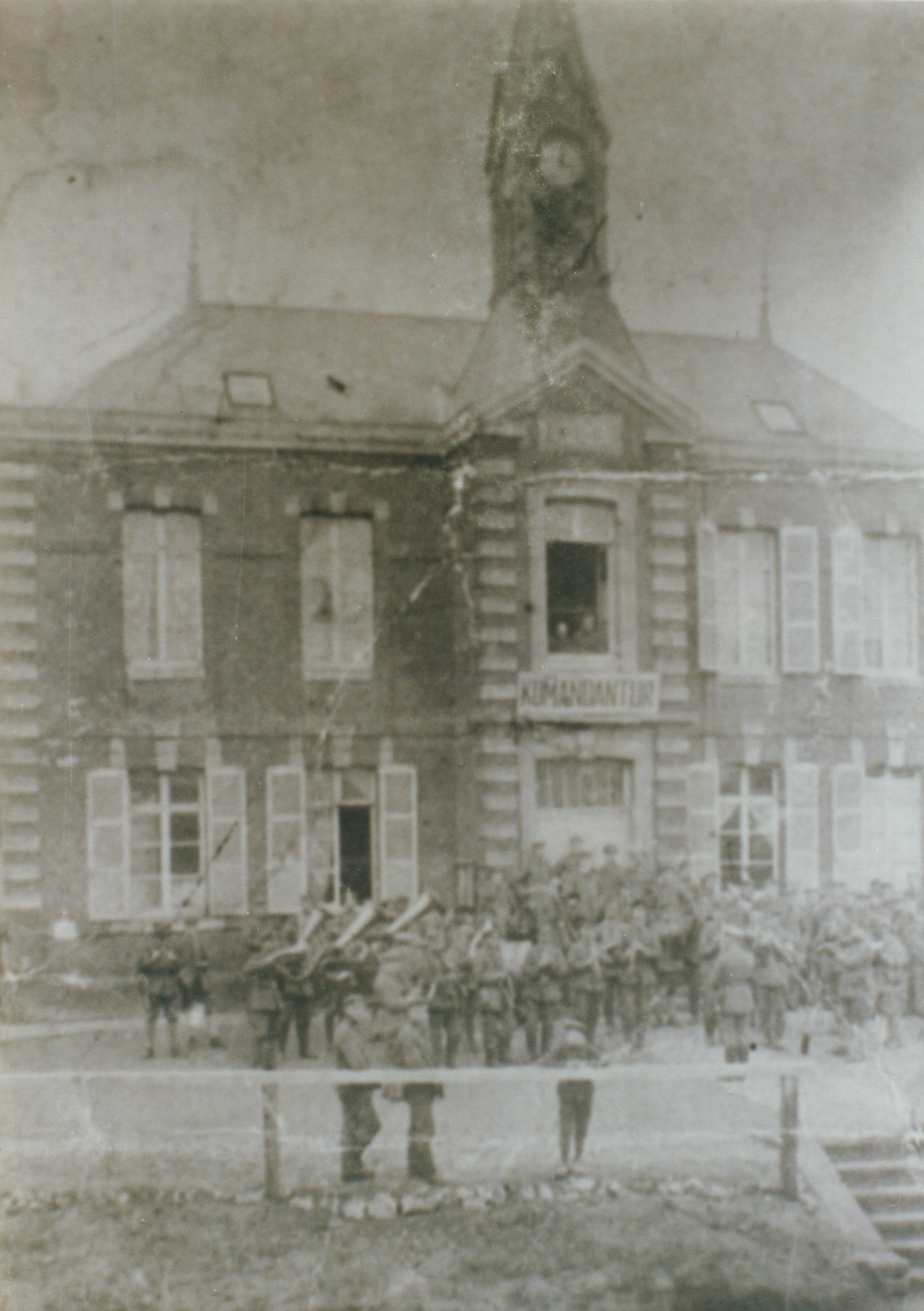
Deutsche Militärkapelle vor dem Rathaus 1917
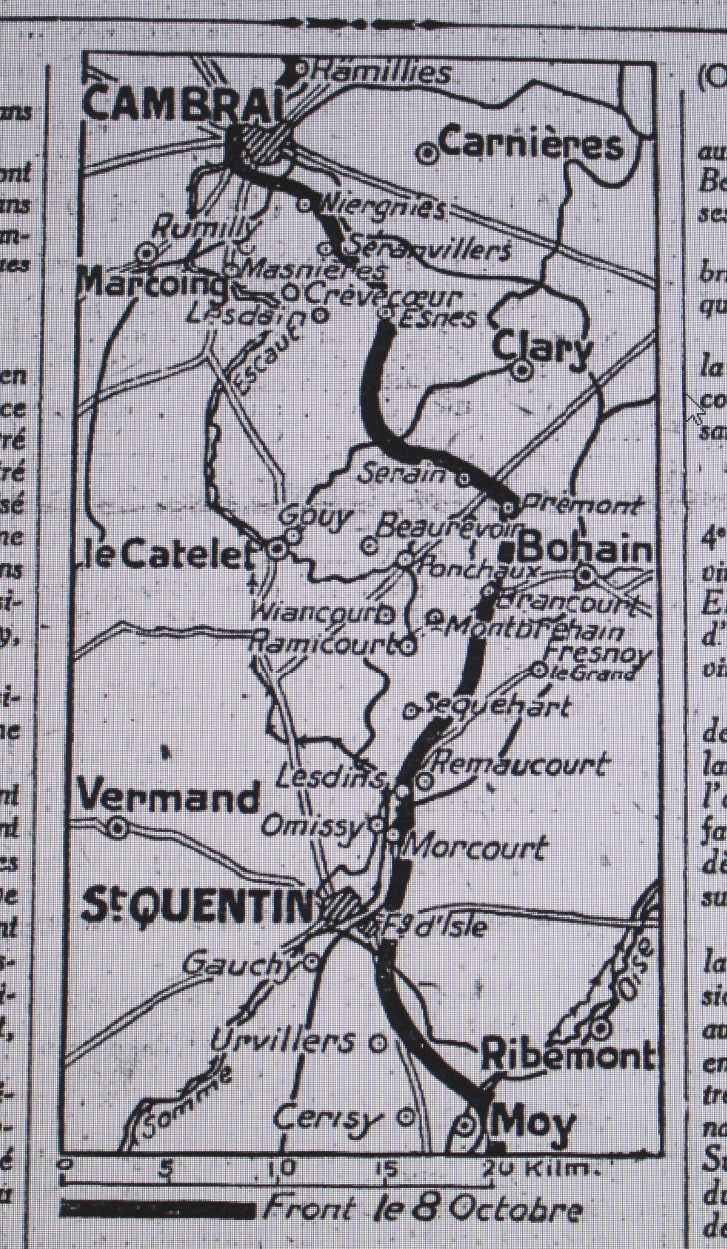
Karte des Frontverlaufs am 8. Oktober 1918
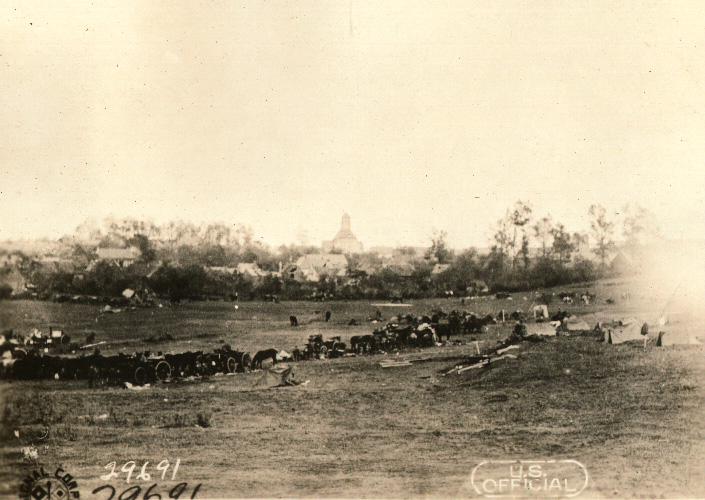
Alliierte Truppen nahe Montbrehain im Oktober 1918
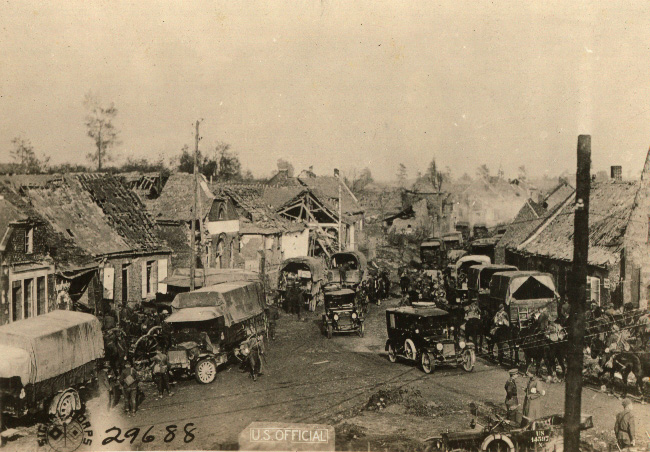
Alliierte Truppen in Montbrehain am 13. Oktober 1918

Von 1900 bis 1950 lag Montbrehain an der 1951 stillgelegten Eisenbahnstrecke von Le Catelet nach Guise.

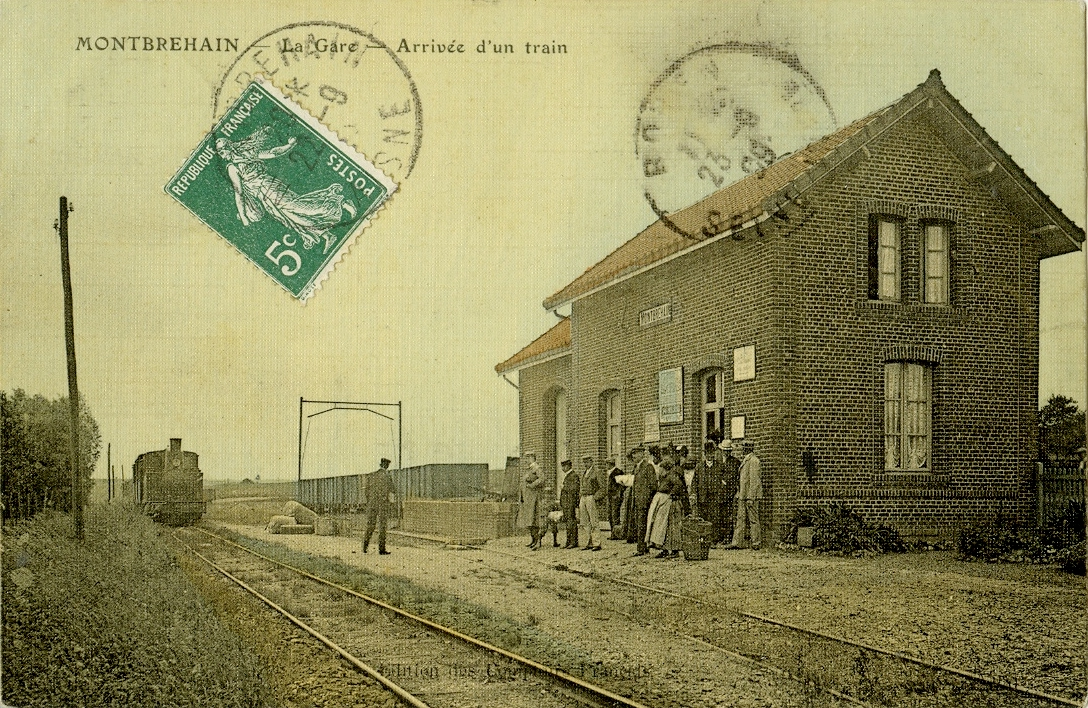
Bahnstation um 1910 (Postkarte)
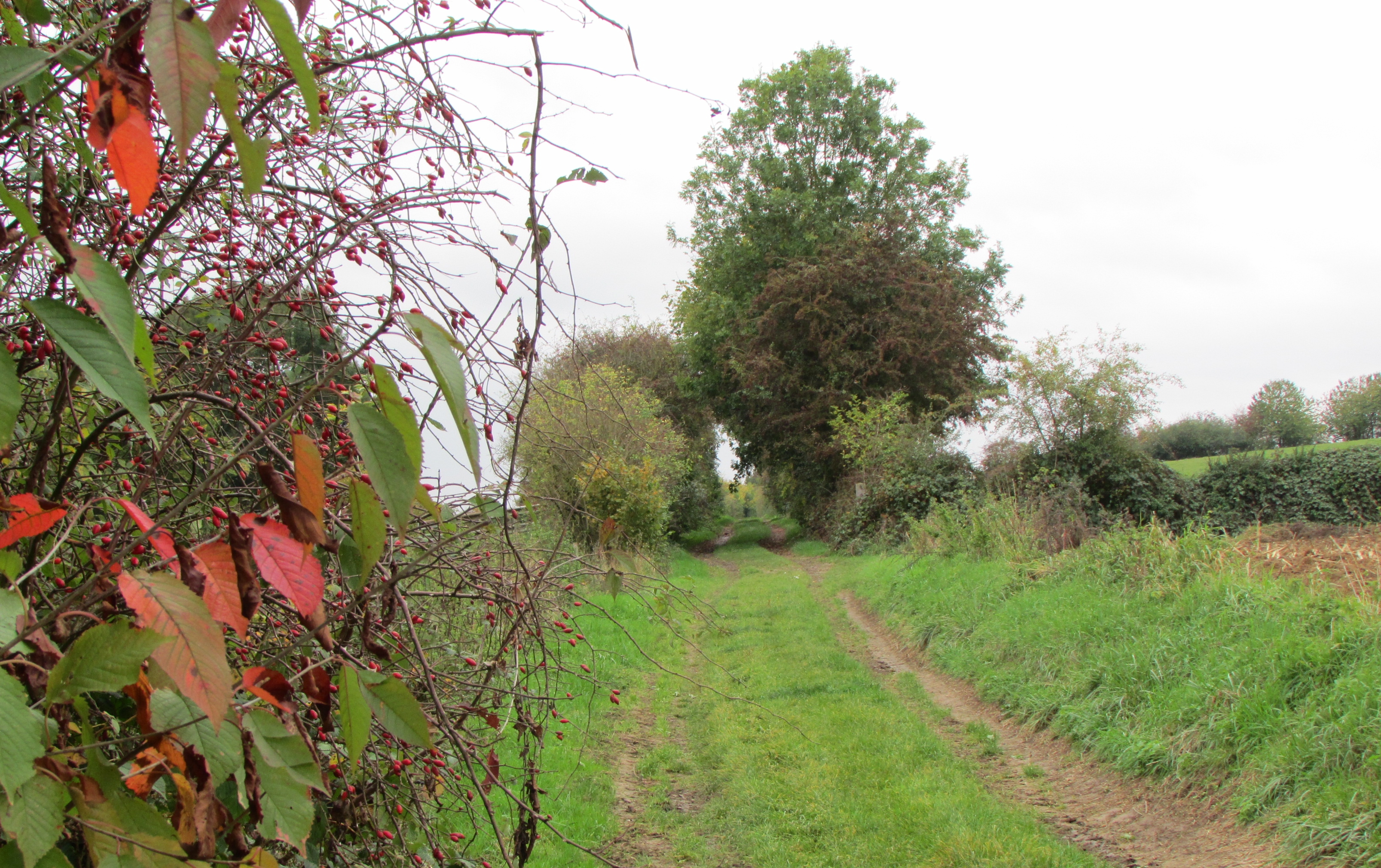
Teil der ehemaligen Bahntrasse, heute ein Wanderweg

### Bevölkerungsentwicklung
| Jahr                       | 1962 | 1968 | 1975 | 1982 | 1990 | 1999 | 2007 | 2015 | 2022 |
| Einwohner                  | 1121 | 1064 | 986  | 926  | 898  | 909  | 809  | 836  | 813  |
| Quellen: Cassini und INSEE |      |      |      |      |      |      |      |      |      |

## Sehenswürdigkeiten

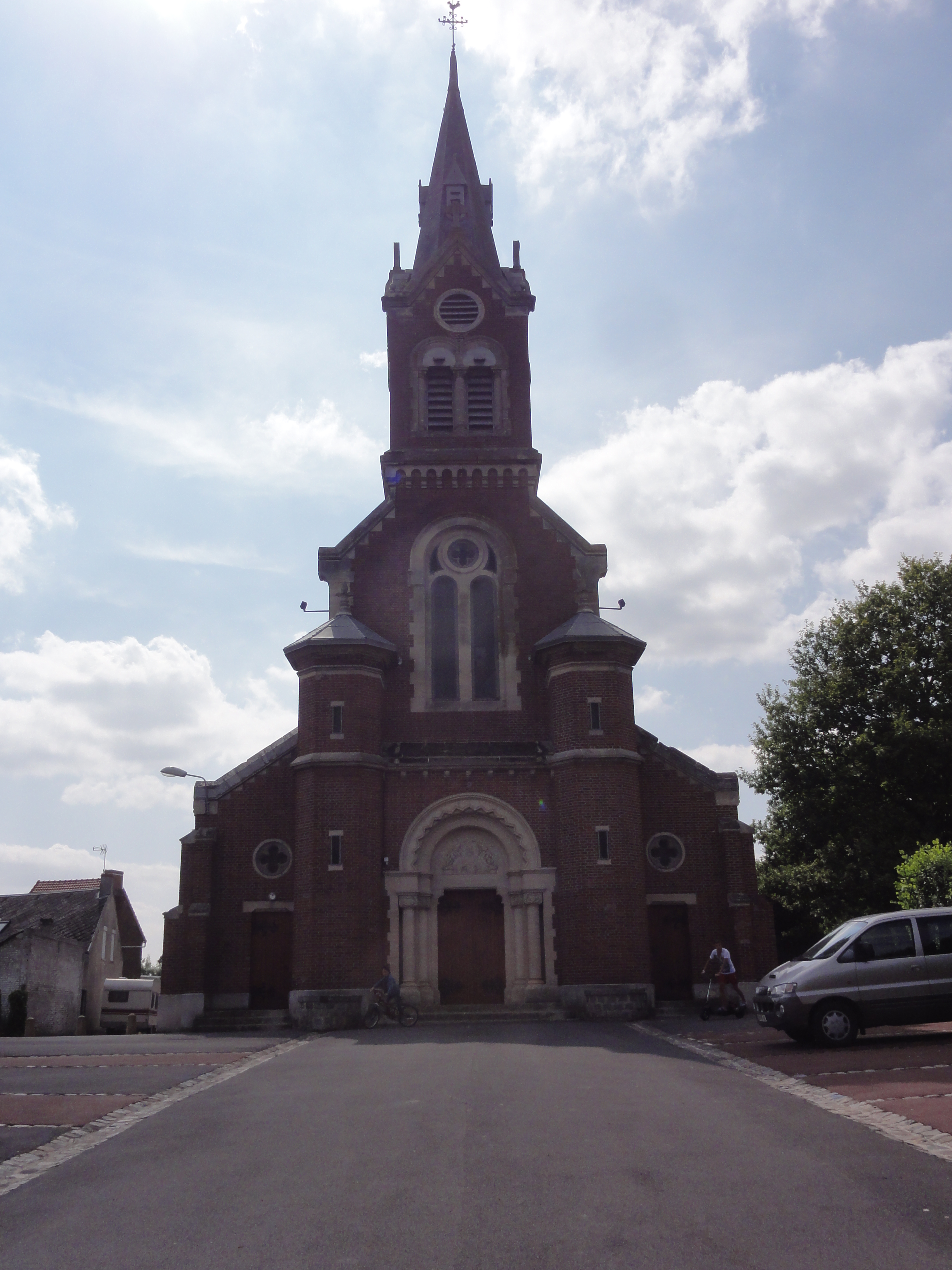
Kirche Saint-Martin
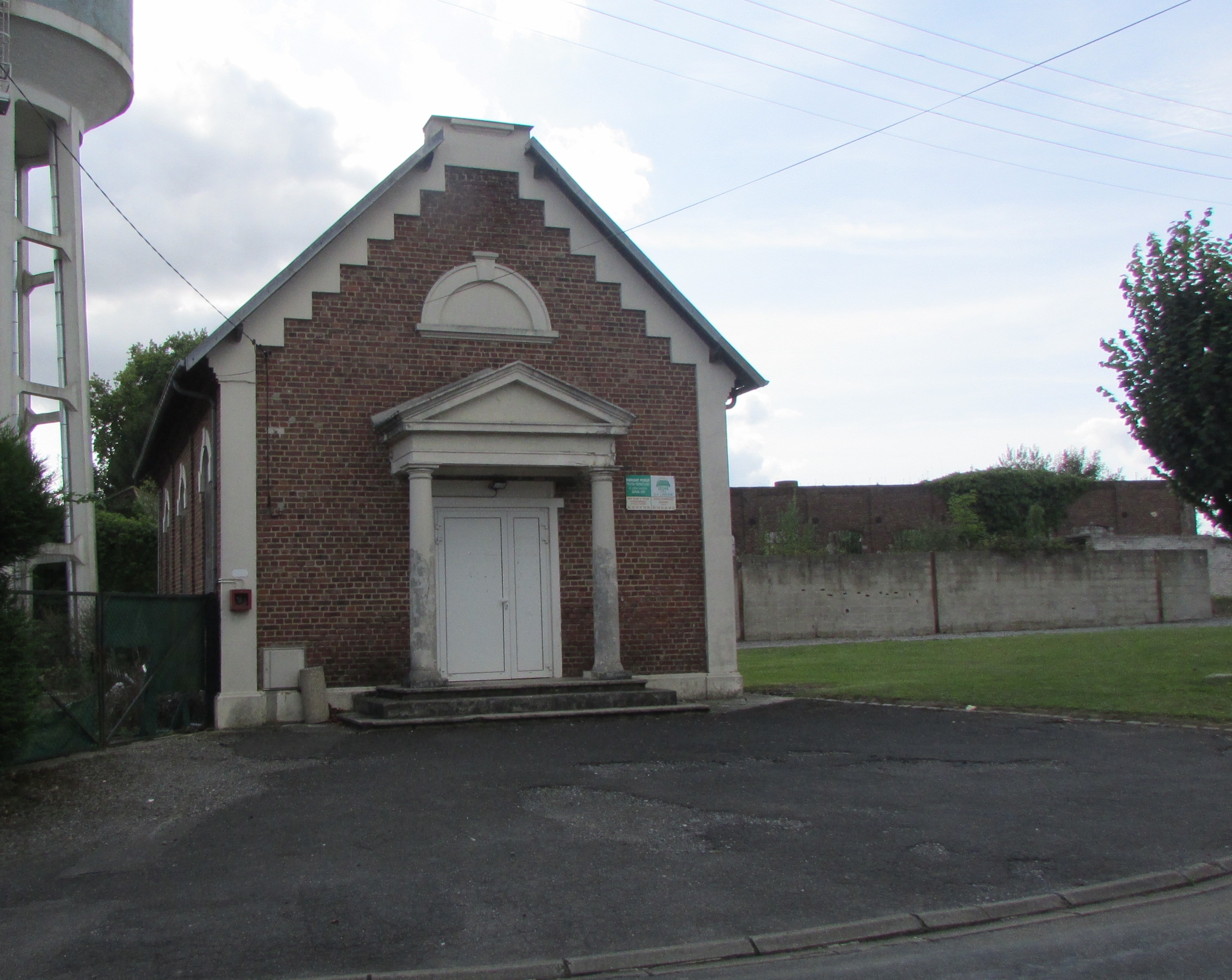
Protestantische Kirche

- Kirche Saint-Martin
- Protestantische Kirche